# Sidusa
Sidusa (en griego, Σιδούσση) es el nombre de una antigua colonia griega de Jonia.
Fue miembro de la Liga de Delos puesto que aparece mencionada en registros de tributos a Atenas entre los años 450/49 y 430/29 a. C.
Es citada por Tucídides, que la sitúa en territorio de Eritras y dice que, al igual que Ptéleo era un lugar fortificado que fue usado por el ejército ateniense bajo el mando de León y Diomedonte para atacar posiciones de Quíos en el año 412 a. C.
Es mencionada también por Plinio el Viejo.